# Горобец, Степан Христофорович
Степан Христофорович Горобец (1913—1942) — советский офицер, в годы Великой Отечественной войны командир танка 21-го танкового полка 21-й танковой бригады 30-й армии Калининского фронта, Герой Советского Союза (1942), младший лейтенант.

## Биография
Родился 8 февраля 1913 года в селе Долинское Верхнеднепровского уезда Екатеринославской губернии (Российская империя) в крестьянской семье. Учился в родном селе, работал машинистом газодувной турбины на азотно-туковом заводе в городе Днепродзержинске Днепропетровской области.
В Красной Армии с 1941 года. В боях Великой Отечественной войны с сентября 1941 года.
Командир танка Т-34 21-го танкового полка (21-я танковая бригада, 30-я армия, Калининский фронт) кандидат в члены ВКП(б) старший сержант Степан Горобец в оборонительных боях за город Калинин (ныне Тверь) 17 октября 1941 года провёл с запада на восток свой танк «Т-34» через занятый противником город, уничтожая его живую силу и технику. Один PzKpfw III был уничтожен тараном, также несколько уничтоженных мотоциклов, ПТО и около 20 автомашин. Механик-водитель — старший сержант Ф. И. Литовченко, башнер — сержант Г. И. Коломиец, стрелок-радист — красноармеец И. И. Пастушин.
В наступлении 8 февраля 1942 года у села Петелино Ржевского района Калининской (ныне Тверской) области, действуя в боевых порядках стрелковых подразделений, экипаж танка «Т-34» младшего лейтенанта Степана Горобца уничтожил три пушки, более двадцати пулемётных точек и двенадцать миномётов врага. В этом бою погиб.
Всего на боевом счету экипажей С. Х. Горобца — 7 подбитых и уничтоженных танков противника.
Указом Президиума Верховного Совета СССР «О присвоении звания Героя Советского Союза начальствующему и рядовому составу Красной Армии» от 5 мая 1942 года за «образцовое выполнение боевых заданий командования на фронте борьбы с немецкими захватчиками и проявленные при этом отвагу и геройство» удостоен посмертно звания Героя Советского Союза.
Похоронен в деревне Братково Старицкого района Калининской (ныне Тверской) области.

## Память

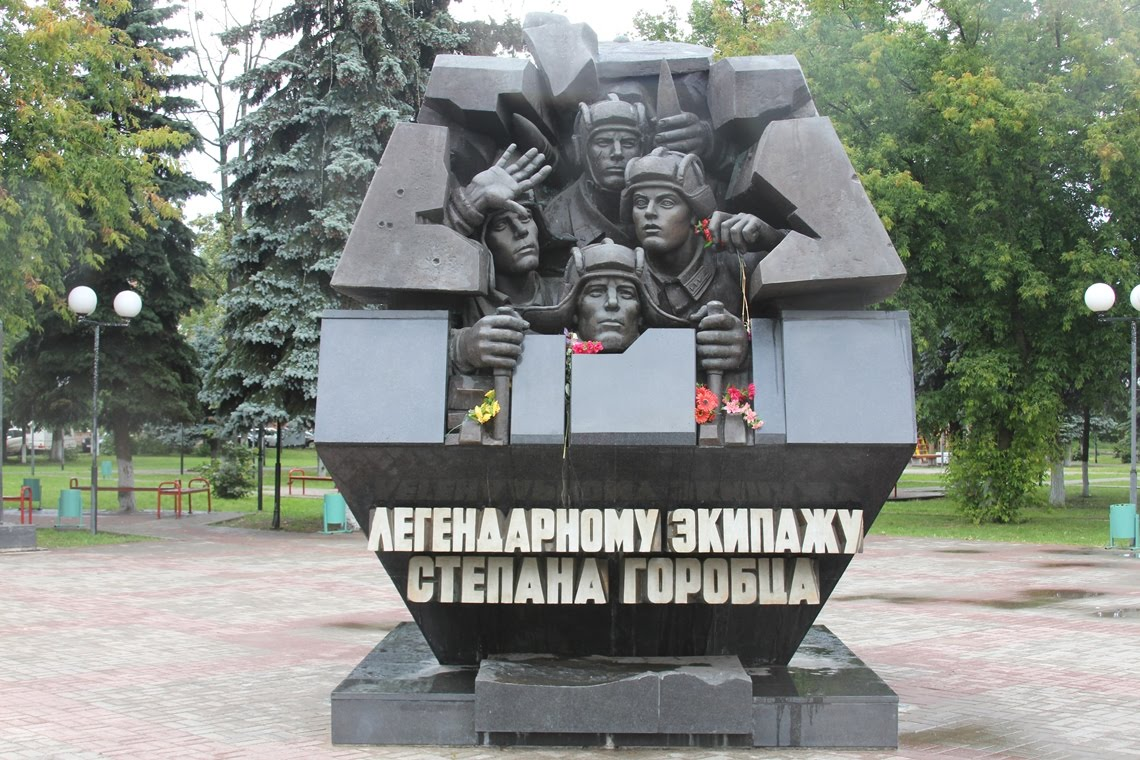
Памятник в Твери

- На могиле героя установлен памятник[7][8].
- 9 мая 2003 года на родине героя установлена мемориальная доска[9].
- Именем Героя Советского Союза C. Х. Горобца названа улица в городе Тверь.
- Именем Героя названа одна из улиц в родном селе.
- Установлена мемориальная доска в Твери ул. Советская, дом 54 о легендарном рейде экипажа ст. сержанта С. Х. Горобца[10][11]:

В память о легендарном рейде, совершённом экипажем советского танка Т-34 21-й танковой бригады
Степаном Горобцом 

Федором Литовченко 

Иваном Пастушиным 

Григорием Коломийцем 

17 октября 1941 года по улицам оккупированного немецко-фашистскими захватчиками г. Калинина.
Вечная слава Героям!
— .
- 28 ноября 2011 года на Комсомольской площади города Твери установлен памятник «Легендарному экипажу Степана Горобца».

## Документы
- Награждение, донесение о потерях, место захоронения. pamyat-naroda.ru. Дата обращения: 2 апреля 2019..